# Mark Selby
Mark Selby (født 19. juni 1983 i Leicester) er en engelsk professionel snooker- og billardspiller, der er firdobbelt verdensmester i snooker. 
Selby blev verdensmester i 2006 i den amerikanske form for billard (eight-ball pool) og nummer to ved VM i snooker 2007. Han blev første gang verdensmester i snooker 2014, en bedrift han gentog i 2016, 2017 og 2021. Han sikrede sig sit første mesterskab samme aften, som Leicester City F.C., som Selby er stor fan af, blev sikrede sig klubbens første engelske fodboldmesterskab. Hans tilnavn, som han præsenteres under før hver match, er "The Jester from Leicester". 